# Air/Cook/Sky
『Air/Cook/Sky』（エアー・クック・スカイ）は、矢井田瞳の4枚目のオリジナル・アルバム。2003年10月29日発売。発売元は東芝EMI。

## 解説
前作まで共に楽曲を制作してきたDiamond◆Headを解体し、片岡大志・村田昭と矢井田自身による共同プロデュースにより制作された。
レコーディングはイギリス・ロンドンで行われ、その模様は、ライブDVD『Live Completion '03〜i can fly,can you?〜』で見ることが出来る。
シングル曲「孤独なカウボーイ」「一人ジェンガ」、本人が出演する「リプトン リモーネスパークル」のテレビCMで使用され、アルバム曲では初めてミュージック・ビデオが制作された「チェイン」、後に11thシングルにボーナス・トラックとして収録された「Hello」、Peter O`tooleとSharon Shannonをゲストに迎えた「見えない光」、山木秀夫と塩谷哲が参加した「この恋はもうしまってしまおう」まで、バリエーションに富んだ全11曲を収録。 
タイトルは、2004年2月1日から、本作を引っ提げて行われた、全50公演のライブツアー『YAIKO/ROCKS 50ROUNDS』のアナグラム。
CD EXTRA仕様で、発売当時は「YAIKO/ROCKS 50ROUNDS」のツアースケジュールが掲載されたスペシャルサイトにアクセスすることができた。

## 収録曲
| 全作詞・作曲: 矢井田瞳、全編曲: 片岡大志,村田昭,矢井田瞳。 |                                             |          |            |      |
| #                                                          | タイトル                                    | 作詞     | 作曲・編曲 | 時間 |
| 1.                                                         | 「見えない光」                              | 矢井田瞳 | 矢井田瞳   | 4:26 |
| 2.                                                         | 「一人ジェンガ」(10thシングル)              | 矢井田瞳 | 矢井田瞳   | 3:06 |
| 3.                                                         | 「孤独なカウボーイ」(9thシングル)           | 矢井田瞳 | 矢井田瞳   | 4:13 |
| 4.                                                         | 「チェイン」                                | 矢井田瞳 | 矢井田瞳   | 4:41 |
| 5.                                                         | 「Keep on movin'」                          | 矢井田瞳 | 矢井田瞳   | 4:43 |
| 6.                                                         | 「ママとテディ」                            | 矢井田瞳 | 矢井田瞳   | 2:53 |
| 7.                                                         | 「マザー」                                  | 矢井田瞳 | 矢井田瞳   | 3:41 |
| 8.                                                         | 「Are you ready?boy」                       | 矢井田瞳 | 矢井田瞳   | 3:58 |
| 9.                                                         | 「Slide show」                              | 矢井田瞳 | 矢井田瞳   | 3:55 |
| 10.                                                        | 「Hello」(11thシングルのボーナス・トラック) | 矢井田瞳 | 矢井田瞳   | 4:19 |
| 11.                                                        | 「この恋はもうしまってしまおう」            | 矢井田瞳 | 矢井田瞳   | 3:37 |
| 合計時間:                                                  | 合計時間:                                   | 43:32    |            |      |